# Réserve naturelle d'Acquerino Cantagallo
Ne doit pas être confondu avec Réserve naturelle d'Acquerino.
La Réserve naturelle d'Acquerino Cantagallo (en italien : Riserva naturale Acquerino Cantagallo) est une zone naturelle protégée créée en 1998 et située sur les communes de Cantagallo, dans la province de Prato, et de Sambuca Pistoiese, dans  la province de Pistoia   en Toscane,.

## Territoire
La réserve s'étend en zone limitrophe des provinces de Prato et Pistoia. Elle est caractérisée par la présence de forêts étendues, constituées principalement de forêts denses de hêtres (formation végétale la plus répandue), de châtaigniers, de reboisements de conifères et de forêts mixtes dominées par le charme noir et/ou le chêne pubescent. C'est la zone la plus précieuse de tout le Val di Bisenzio (it) où coule la Bisenzio